# Caulleriella bioculata
Caulleriella bioculata är en ringmaskart som först beskrevs av Wilhelm Moritz Keferstein 1862.  Caulleriella bioculata ingår i släktet Caulleriella och familjen Cirratulidae. Arten är reproducerande i Sverige. Inga underarter finns listade i Catalogue of Life.